# Atlantis The Palm
Atlantis The Palm — курортний комплекс на штучному острові Пальма Джумейра в Дубаї (Об'єднані Арабські Емірати). Комплекс був відкритий в 2008 році, побудований за подобою курорту Atlantis Paradise Island в Нассау (Багамські острови) і став першим готелем на острові..

## Архітектура
- Комплекс складається з двох будівель і моста, що їх зв'язує, в яких розмістилося 1539 номерів
- Архітектурний дизайн: Wimberly, Allison, Tong and Goo (WATG) і NORR
- Дизайн інтер'єру: Wilson Associates, Olio Inc
- Ландшафтний дизайн: EDSA [2]

## Розваги
- Дельфінарій «Долфін Бей» (45 000 м)
- Аквапарк «Аквавенчур» (160 000 м²) - найбільший на Близькому Сході тематичний парк водних атракціонів
- Акваріум «Загублений світ» - близько 70000 морських мешканців, в тому числі акули, величезні соми, арапайма

## Ресторани
- Японський ресторан «Нобу», керований Робертом де Ніро і Мацухісою Нобу
- Італійський ресторан Ronda Locatelli, керований Джорджо Локателлі
- Французький ресторан Rostang, керований Мішелем Ростангом
- Ресторан Ossiano, управляє Санті Сантамарія
- Ресторан ливанської кухні Levantine
- Стейк-ресторан Seafire Steakhouse
- Ресторан Nasimi Beach
- Ресторан міжнародної та азійської кухні Saffron
- Ресторан міжнародної кухні Kaleidoscope
- Ресторани східної кухні в аквапарку - Shark Bites і The Barakudas
- 5 барів [3]
- 7 барів: Barazura, Nasimi Beach, Rostang Wine Bar, Levantine Bar, Nobu Bar, Seafire Steakhouse Bar, Ossiano Bar [4]

## Відкриття
З великою помпою було обставлено відкриття готелю. За 9 хвилин спрацювало 100 000 піротехнічних виробів (для порівняння: на відкритті XXIX Олімпійських ігор в Пекіні було використано 14 000 піротехнічних пристроїв)..

## примітки
1. ↑  Открытие сезона: Atlantis The Palm, Dubai | «Ориентир» — русские журналы в Эмиратах (Дубай — ОАЭ). Архів оригіналу за 12 листопада 2016. Процитовано 11 листопада 2016. [Архівовано 2016-11-12 у Wayback Machine.]
2. ↑  Atlantis, The Palm. Архів оригіналу за 18 серпня 2016. Процитовано 11 листопада 2016. [Архівовано 2016-08-18 у Wayback Machine.]
3. ↑  Російський Експрес / ОАЕ / Дубай Джумейра / Atlantis The Palm 5 * <! - Тема доданий ботом - ->. Архів оригіналу за 1 січня 2011. Процитовано 11 листопада 2016.
4. ↑  Офіційний сайт Atlantis The Palm. Архів оригіналу за 7 березня 2012. Процитовано 11 листопада 2016. [Архівовано 2012-03-07 у Wayback Machine.]
5. ↑  Путешественники.ru — Вечеринка по случаю открытия Atlantis The Palm. Архів оригіналу за 3 березня 2014. Процитовано 11 листопада 2016. [Архівовано 2014-03-03 у Wayback Machine.]